# 國防部聯合後勤司令部
國防部聯合後勤司令部（英語：Combined Logistics Command）曾經是中華民國國防部的一個部門，舊稱聯合勤務總司令部（簡稱「聯勤總部、聯勤」），負責中華民國國軍補、保、運、衛、彈業務，2012年12月28日裁編，聯勤原屬各單位撥交陸軍司令部，2013年原由聯勤使用之「駱駝隊徽」移至國防部軍備局繼續使用。

## 概述
過去聯勤轄下尚有各地區財務收支組（財務署管轄）、印製廠（測量署管轄）、經理廠、兵工廠（生產署管轄）、留守業務處、門診中心、示範公墓管理處及忠烈祠管理組（留守業務署管轄）。其中著名的聯勤兵工廠，其歷史可追溯到清朝江南機器製造總局。上述單位一般習稱「老聯勤」。
國防部《中華民國97年國防報告書》指出，聯合後勤司令部的任務是：「負責通用後勤支援整備作為，對國軍各部隊執行一般軍需品補給、油料、彈藥、運輸、衛勤、基地裝備翻修及留守業務之支援，並適切支援地區重大災害防救工作。」聯合後勤司令部轄有各地區支援指揮部及基地勤務廠，在裁撤前共有一萬八千餘名官兵在其下工作。

## 历史与沿革

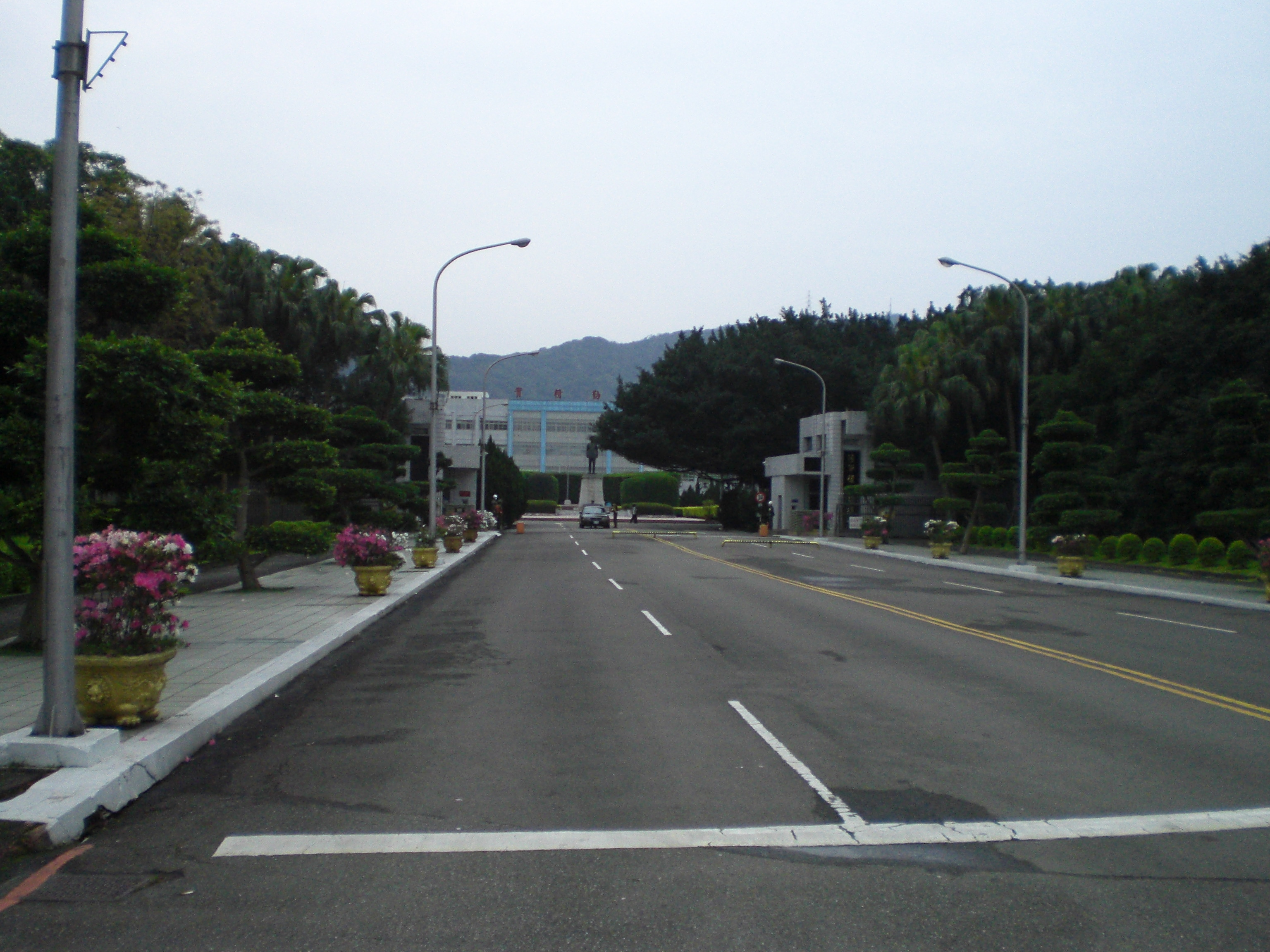
聯合後勤司令部

### 早期歷史
1928年8月，中國國民黨第二屆五中全會，決定開始籌組全軍統一的後勤系統。海軍、空軍分別由各自總部的後勤系統補給。行政院軍政部下設與後勤相關的機構：
- 陸軍署
  - 總務司
  - 軍衡司
  - 軍務司
  - 兵役司
  - 交通司
  - 軍醫司（後擴大整編為軍醫署）
- 軍需署：署長俞飛鵬，副署長賈玉峰
  - 總務司
  - 財務司
  - 糧秣司
  - 被服司
- 兵工署：署長張群（－1929年4月12日）／陳儀（1929年4月13日－1932年4月）／洪中（1932年4月－1933年1月）／俞大维（1933年1月－），副署長徐庭瑤
  - 研究司
  - 兵器司
  - 制造司

1929年春，蔣桂戰爭爆發，組建陸海空軍總司令部。在參謀總長以下設立兵站總監部，部長俞飛鵬，參謀長程澤登。
1936年春，國民政府軍事委員會增設首都警衛執行部，主辦對日國防，其下設的第二組（簡稱“執二組”）負責國防交通與戰時補給事宜等。
抗日戰爭爆發後，1937年8月10日，“執二組”擴大整編為國民政府軍事委員會後方勤務部，為最高兵站機關。部長俞飛鵬上將，副部長端木杰中將、盧佐中將、陳勁蘆中將，參謀長黄振興中將、湯堯中將。內設機構：
- 辦公廳
- 參謀處
- 副官處
- 運輸處
- 經理處（糧服、兵器、會計、出納、審核等）
- 軍械處
- 通信處
- 衛生處
- 秘書處：1938年設立
- （兵站史料）編輯處：1938年設立
- 軍郵督查處：1939年9月設立
- 交通處：1940年4月運輸處與汽車管理處合併而成。
- 鐵道運輸處：1943年春軍委會鐵道運輸司令部撤銷該設該處。
- 會計處：1944年8月經理處財務組擴大升格。
- 軍醫署：1944年10月由軍政部劃歸，衛生處併入軍醫署。
- 交通司：1944年10月由軍政部劃歸，交通處併入交通司。
- 糧秣司：1944年10月由軍政部劃歸，經理處糧秣組併入糧秣司。
- 人事處：參謀處人事組升格獨立

直屬部隊有：
- 川桂公路線區司令部
- 川陝公路線區司令部
- 川滇公路線區司令部
- 陝甘公路線區司令部
- 西北運輸司令部
- 粵漢鐵路線區司令部
- 隴海鐵路線區司令部
- 黔桂鐵路線區司令部
- 湘桂鐵路線區司令部
- 滇越鐵路線區司令部
- 長江上游江防分監部
- 第八戰區獨立分監部駐甘肅安西
- 第九戰區獨立分監部
- 第一至第九戰區兵站總監部
- 昆明行營兵站總監部
- 遠征軍兵站總監部
- 魯蘇皖豫邊區運輸處
- 第一至第三十八集團軍兵站分監部

根据《后方勤务部组织条例》，各战区设立兵总监部，军团(集团军)设分监部，军设支部，师设分站，独立旅及炮兵团设派出所。在天水行營与桂林行營設天水办事处、桂林办事处。各戰區設兵站总監部／本部辦事處／辦事分處，下設獨立兵站、獨立兵站分監部、直屬兵站支部。集團軍設兵站分監部。直屬或獨立軍團或只轄四師的集團軍設兵站支部。師設師屬兵站分站。獨立旅／炮兵團設派出所。可見，仍是自清末、北伐戰爭沿襲下來的後勤兵站體系隨作戰部隊層層配屬的“部隊制”供應體制。天水办事处下设第一办事分处（万县）、第二办事分处（西安）、第四办事分处（老河口）。桂林办事处下设第三办事分处（金华）、第五办事分处（赣州）。第一（洛阳）、二（洛川）、三（上饶）、四（曲江）、五（襄樊）、九（衡阳）兵站总监部及第八（兰州）、第十（西安）运输处。1939年5月，天水办事处、桂林办事处改为江北兵站统监部（西安）、江南兵站统监部（桂林）。1943年9月，第一兵站統監部在鞏縣、澠池設立直屬第一、第二兵站分監部，劃定管區，試行“地區制”供應體系。試點成功後，在全軍推廣。
1937年11月29日後方勤務部由南京遷南昌。1938年1月16日遷長沙。1938年9月遷衡陽。1939年元旦遷貴陽。1939年5月遷重慶。
1945年1月，在昆明設中國陸軍總司令部後方勤務司令部（簡稱“陸軍總部後勤部”），指揮中國遠征軍戰區、滇越邊區、黔桂湘邊區、第四戰區的兵站業務及昆明補給基地的業務。
1945年2月1日，後方勤務部升格為後方勤務總司令部（簡稱“後勤總部”）。隸屬於軍政部。軍政部部長陳誠上將兼任後勤總部總司令，副總司令端木杰中將、盧佐中將、石化龍中將、耿幼麟中將、齊福士中將（美軍中國戰區後勤司令，美國籍）、劉膺古中將、參謀長郗恩綏中將、副參謀長馮環中將、何世禮中將。《後方勤務總司令部组织条例》规定“为分区补给起见，于重要地区分别设置补给区司令部，并于各战区分别设置兵站总监部、兵站分监部、兵站支部及站、所、库、队”。全国分为西北、西南、东南、重庆4个补给区。中国陆军总司令部后勤部暂兼西南补给区司令部，负责远征军战区、滇越边区、黔桂湘边区及第四战区补给事宜。后按照美国顾问建议，全国改为十个补给区。
1945年11月1日，黃鎮球中將任後勤總部代理總司令。

### 國防部聯合勤務總司令部正式組建
- 中央政府軍事機構進行全面改組，成立國防部（部長白崇禧上將）。国防部下设陆军总司令部（總司令顧祝同上將）、海軍總司令部（總司令陳誠上將）、空軍總司令部（總司令周至柔中將）和聯合勤務總司令部。1946年6月1日，國防部根據美國駐華軍事顧問團團長魯克斯中將之推薦，參考美國國會統一美軍軍種後勤所進行之研究（美國國防後勤局）。原來軍政部負責征集、生產、存儲，後方勤務部負責分配、運輸、補給。為統一後勤事權，將後勤總部與軍政部的兵工署、軍醫署、軍需署合并，在南京軍政部址設置“國防部聯合勤務總司令部”（簡稱聯勤總部）。1946年9月1日聯勤正式成立，總司令黄鎮球中將，副總司令黄維中將、何世禮中將、陳良中將，參謀長趙桂森中將，副參謀長1－2人。內設總司令辦公室、第1署（人事）、第2署（聯勤情報）、第3署（聯勤規劃、編制、監督和研究）、第4署（補給籌劃、實施、保管和國際物資的利用）、新聞處、監察處、軍法處、總務處、撫恤處、副官處、特種勤務署、運輸署（設督察、調度室各1個和技術委員會以及陸運、航運、鐵運、供應、訓練5個司）、通信署（設管訓、器材、技術3個司）、經理署（負責全軍糧秣、被服、裝具、軍馬的籌劃供給以及軍需工業和官兵福利等業務。設考核室、技術委員會和採購委員會以及生產、儲備、糧秣、馬政4個司。）、兵工署（設綜核室、兵工委員會、技術顧問團以及財務、警務2個處和訓練、工業、研究發展、外勤、化學兵5個司）、軍醫署（設資料組和組訓、衛勤、供應、技術、榮善5個司）、財務署（設計劃室和收支、帳務、審核3個司。增設預算處、南京收支處和南京帳務審核處）、工程署（負責工程材料的籌劃，工兵部隊的建立，管理訓練和裝備、軍事建築、永久工事的籌建、管理、軍隊不動產的管理。設工兵、器材、營建、營產4個司）、憲兵司令部等。聯勤總部所屬12個供應局、5個補給區、2個港口司令部、2個兵站、4個直屬庫。聯勤在各行轅、各綏靖公署設兵站總監部，以及補給區司令部、港口司令部、兵站分監部、兵站支部、分站供應局、供應站，運輸、修理、通信、工程、衛生、教育、倉庫、監護等單位二千六百多個，總兵力七十多萬。
- 1947年6月，郭懺中將接任聯勤總司令職務。改為在重要戰區設補給區司令部，共設七個。第一補給區（駐上海，後移駐南京，再移駐徐州，司令富文）、第二補給區（武漢，負責湖北湖南兩個供應局）、第五補給區北平、第六補給區瀋陽、第七補給區西安、第八補給區蘭州、第九補給區（1948年9月1日由第九兵站總監部改組，司令朱鼎卿，副司令王中柱。驻汉口江汉路2号，下轄3個兵站分監部1個兵站支部、辎重汽车第九团、第十九团，独立汽车连、船舶运输队、警卫连各1个，4个美式轻武器装备的监护营，联勤设在武汉的被服总厂、蹄铁工厂、粮秣工厂、汽车修理工厂、船舶修造工厂、电信机械修造工厂等亦由其代管。1949年4月白崇禧派许高阳任司令）、第十補給區（驻無錫，副司令汪维恒兼台湾供应局局长。后改称沪淞沪补给区）、第十一補給區南昌。联勤还辖10个运输指挥部、14个供应局、101个供应局（？）和369个兵站，拥有自己的运输机和运输队。
- 1949年，國軍在中南、西南、西北等大後方設立14個編練司令部，籌組二線兵團。聯勤總部也在這些地方設立第八-第十一補給區。
- 1949年4月，聯勤遷往廣州。8月17日，國防部部長閻錫山上將下達《撤銷聯勤總部併入國防部》命令。8月31日，聯勤裁撤。9月1日，聯勤業務由國防部第四廳承辦。

### 遷臺灣後歷史
- 1950年4月1日，聯勤總部在臺灣恢復編制，總部設址臺北市城中區上海路（現中正紀念堂）。國防部下兵工、工程、軍醫、通信、運輸、經理等各署撥歸聯勤；原屬東南軍政長官公署的後方勤務兵站機關撥入聯勤；各兵工廠、糧秣廠、被服廠撥還聯勤。原經理署與財務署合併為軍需署。成立測量處。1952年2月，發餉制度由經費補給到團制改為官兵薪餉聯勤直接發放制。
- 1955年9月1日，為配合美軍制度，聯勤的運輸、通信、兵工、工程、經理、軍醫等6署暨所屬作業單位撥歸新成立的陸軍供應司令部。聯勤管轄兩署七處：財務署、生產署、測量處、物資接收處、外事服務處、軍人保險處、軍眷管理處、撫恤處與軍人保險處。新成立的生產署，將原屬兵工、军需、通信等3署掌理之各製造工廠及兵工研究院分別劃歸該署統一管理，專司兵工、被服、電池等品項之研發與生產。陸軍供應司令部兵工署負責兵工外勤業務。軍需署拆分為經理署與財務署，管供應的經理署撥歸陸軍，財務署仍留在聯勤。
- 1956年10月10日，聯勤「福利事業總管理處」成立，負責國軍福利事業之全般策劃與執行。
- 1957年3月29日，聯勤創建「國軍先烈遺孤育幼院」。
- 1958年12月1日，國軍先烈遺孤育幼院改稱「國軍先烈子弟教養院」。
- 1960年7月16日，聯勤成立「留守業務署」。
- 1962年11月16日，聯勤福利事業總管理處移編國防部，改為「國防部福利總處」。
- 1968年3月1日，國防部軍事工程局及其所屬單位移編聯勤，聯勤成立「工程署」。
- 1971年9月，聯勤總部遷至臺灣臺北市南港區忠孝東路六段360號「精勤營區」現址。
- 1976年1月1日，聯勤各生產工廠番號變更，軍車廠更名為「第二〇一廠」、第六十一兵工廠更名為「第二〇二廠」、第二十六兵工廠更名為「第二〇三廠」、第七十二兵工廠更名為「第二〇四廠」、第六十兵工廠更名為「第二〇五廠」、第四十四兵工廠更名為「第二〇六廠」、通信電子廠更名為「第二〇七廠」、兵工技術發展中心更名為「兵工技術中心」、測量製圖廠更名為「第四〇一廠」、第一經理廠更名為「第三〇一廠」、第二經理廠改為「第三〇二廠」、第三經理廠改為「第三〇四廠」、第四經理廠更名為「第三〇三廠」。7月1日，聯勤第二〇六、第二〇八廠編成「飛彈製造組」，並配合中山科學研究院發展飛彈研發政策。8月25日，聯勤兵工技術中心改編「軍品鑑測處」。
- 1978年7月1日，聯勤第二〇一廠奉令轉移經濟部所屬「臺灣機械公司重車總廠」經營。
- 1982年3月29日，聯勤國軍示範公墓啟用。
- 1984年4月1日，聯勤第二〇六廠與系統工程研發中心併編為「飛彈火箭製造中心」，編配中山科學研究院。
- 1990年7月1日，聯勤第三〇三廠裁撤。
- 1991年7月1日，聯勤第二〇七廠裁撤。
- 1992年1月1日，聯勤「飛彈製造中心」移編中山科學研究院。
- 1995年7月1日，聯勤物資署裁撤，員額移撥國防部編成「國防部軍事採購局」。聯勤留守業務署所屬國軍臺北、高雄軍眷門診中心更名為「國軍臺北門診中心、國軍高雄門診中心」；留守業務署所屬各地區軍眷服務處，更名為「留守業務處」。
- 1996年7月1日，聯勤兵工技術學校更名為「聯勤技術訓練中心」，為三軍後勤及兵工各廠專業技術人力之主要訓練單位。
- 1998年7月1日，陸軍運輸署及所屬單位復歸聯勤。聯勤「國民革命忠烈祠管理組」編成。聯勤財務署更名為「財務中心」，並移編直屬國防部。
- 1999年7月1日，配合「精實案」納編三軍通用後勤單位，陸軍補給、保修署及直屬單位復歸聯勤，海軍、空軍油料部隊移編聯勤。因應「聯合後勤案」營產管理體系調整，各軍種地區營管所併編聯勤營產工程署。
- 2002年3月1日，因應中華民國「國防二法」施行，聯勤全銜由「聯合勤務總司令部」改稱「國防部聯合後勤司令部」。
- 2003年10月1日，聯勤生產署、測量署及所屬單位移編國防部軍備局，編成「軍備局生產製造中心」。聯勤技術訓練中心移編軍備局，並更名為「國防部軍備局生產製造中心技術訓練中心」。10月27日，聯勤第三〇二廠委託經營，完成資產交接及經營權移轉，移交「向邦企業股份有限公司」正式營運。
- 2004年1月1日，聯勤營產工程署、軍品鑑測處及所屬單位移編軍備局，編成「軍備局工程營產中心」及「軍備局規格鑑測中心」。4月1日，聯勤保修署彈藥組與三軍彈藥部隊，編成「彈藥處」；第一、二、三基地彈藥庫移編各地支部。陸軍軍醫處移編聯勤。陸軍各地區後勤指揮部暨所屬補給、油料、彈藥、運輸、衛勤等專業部隊，以及海、空軍同性質專業部隊移編聯勤，編成「各地區支援指揮部」。11月1日，聯勤補給署傘製廠移編保修署，一補庫併入保修署武基處，經基處及油指部裁撤。
- 2005年1月1日，陸軍後勤學校移編聯勤，更名為「聯合後勤學校」；陸軍兵整中心移編聯勤保修署，更名為「聯勤兵工整備發展中心」，並納編武基處及化基廠。4月1日，聯勤信義俱樂部奉令裁撤。另陽明山招待所與鵝鑾鼻活動中心原訂於6月30日依《促進民間參與公共建設法》委外經營，然而因位處國家公園範圍內，迄今仍處於協調與評估階段，目前並未對外開放；水里招待所、臺中招待所及澎湖活動中心移交財政部國有財產局（水里招待所於2009年撥交交通部觀光局日月潭國家風景區管理處、臺中招待所於2015年撥交臺中市政府社會局、澎湖活動中心於2011年釋出民間）。7月1日，國軍臺北、高雄門診中心分別改隸三軍總醫院及國軍高雄總醫院。
- 2006年1月1日，聯勤留守業務署及所屬單位移編後備司令部。三軍後勤司令部裁撤，併入聯勤；陸軍各聯合保修廠（聯保廠）、海軍料配件總庫（海用總庫）、空軍接儲總庫（空用總庫）移編聯勤。「傘製廠」併入兵整中心生產製造廠。1月16日，聯勤編成「副供處」，與國防部福利總處平行運作。7月1日，國軍各地副食品供應站移編聯勤，正式接辦副食品供應任務。
- 2007年2月1日，聯勤完成精進案組織調整，原補給、保修、運輸、軍醫、彈藥、後管、後計、副供等8處簡併，編成「後勤整備處」及「聯合後勤支援指揮部」。聯勤汽基廠、通基廠、工基廠、兵整中心所屬儲備庫與接儲總庫、料配件總庫，編成「儲備中心」。工基廠併入兵整中心。5月7日，聯勤廢彈處理中心國有民營化，正式委託民間經營。
- 2008年11月1日，聯勤司令職缺降為中將銜。
- 2011年1月1日，因應「精粹案」組織調整，聯合後勤支援指揮部編設成補給、保修、運輸、彈藥及軍醫等5處，並成立「副供中心」；儲備中心所屬海用總庫及空用總庫移編海軍、空軍；軍樂隊裁撤。4月1日，聯勤儲備中心各陸用庫回歸兵整中心及基地廠；地區補給、油料庫簡併為「補給油料庫」，運輸部隊由大、中隊調整為「群、營、連」；地區衛生群裁撤，編成地支部軍醫組及衛生營。7月1日，聯勤儲備中心本部及南投（陸用）總庫裁撤。
- 2012年1月1日，軍備局技術訓練中心移編聯合後勤學校，更名為「聯合後勤學校技術訓練中心」；兵整中心產研單位移編軍備局生產製造中心編成「第二〇九廠」。[3]。
- 2012年12月28日，聯勤司令部因應國防部組織調整而裁編。[4]

## 歷任首長

### 總司令
| 歷任     | 任期時間                     | 姓名   | 軍種軍階     | 備註                                                    |
| -------- | ---------------------------- | ------ | ------------ | ------------------------------------------------------- |
| 第一任   | 1946年6月1日－1947年5月28日  | 黃鎮球 | 陸軍中將     |                                                         |
| 第二任   | 1947年6月28日－1949年8月16日 | 郭 懺  | 陸軍中將     |                                                         |
| 第三任   | 1950年4月1日－1954年6月30日  | 黃鎮球 | 陸軍二級上將 | 1954年7月1日－1955年5月31日 由黃仁霖中將代理            |
| 第四任   | 1955年6月1日－1959年1月31日  | 黃仁霖 | 陸軍二級上將 |                                                         |
| 第五任   | 1959年2月1日－1959年7月9日   | 馬紀壯 | 海軍二級上將 |                                                         |
| 第六任   | 1959年7月10日－1963年6月30日 | 石 覺  | 陸軍二級上將 |                                                         |
| 第七任   | 1963年7月1日－1967年6月30日  | 賴名湯 | 空軍二級上將 | 聯勤出身的參謀總長                                      |
| 第八任   | 1967年7月1日－1972年6月30日  | 劉廣凱 | 海軍二級上將 |                                                         |
| 第九任   | 1972年7月1日－1975年4月3日   | 鄭為元 | 陸軍二級上將 |                                                         |
| 第十任   | 1975年4月4日－1977年3月31日  | 羅友倫 | 陸軍二級上將 |                                                         |
| 第十一任 | 1977年4月1日－1980年4月6日   | 王多年 | 陸軍二級上將 |                                                         |
| 第十二任 | 1980年4月7日－1984年6月30日  | 蔣緯國 | 陸軍二級上將 |                                                         |
| 第十三任 | 1984年7月1日－1989年12月4日  | 溫哈熊 | 陸軍二級上將 |                                                         |
| 第十四任 | 1989年12月5日－1993年7月4日  | 羅本立 | 陸軍二級上將 | 聯勤出身的參謀總長                                      |
| 第十五任 | 1993年7月5日－1996年6月30日  | 王文燮 | 陸軍二級上將 |                                                         |
| 第十六任 | 1996年7月1日－1998年3月31日  | 丁之發 | 陸軍二級上將 |                                                         |
| 第十七任 | 1998年4月1日－2000年5月19日  | 楊德智 | 陸軍二級上將 |                                                         |
| 第十八任 | 2000年6月1日－2002年2月28日  | 謝建東 | 陸軍二級上將 | 因應國防二法施行， 2002年3月1日起改「總司令」為「司令」 |

### 司令
| 歷任   | 任期時間                     | 姓名   | 軍種軍階           | 備註                                                                 |
| ------ | ---------------------------- | ------ | ------------------ | -------------------------------------------------------------------- |
| 第一任 | 2002年3月1日－2003年1月31日  | 謝建東 | 陸軍二級上將       |                                                                      |
| 第二任 | 2003年2月1日－2004年5月19日  | 高華柱 | 陸軍二級上將       | 退輔委員會主任委員、國防部長、國安會秘書長                           |
| 第三任 | 2004年5月20日－2006年2月15日 | 戴伯特 | 陸軍二級上將       |                                                                      |
| 第四任 | 2006年2月16日－2007年1月31日 | 季麟連 | 海軍陸戰隊二級上將 | 第一位海軍陸戰隊出身的聯勤司令；後任總統府戰略顧問                   |
| 第五任 | 2007年2月1日－2008年10月31日 | 金乃傑 | 空軍二級上將       | 末代聯勤上將司令；調任國防大學校長                                   |
| 第六任 | 2008年11月1日－2011年5月15日 | 董翔龍 | 海軍中將           | 聯勤司令降為中將缺， 2011年5月16日升上將調任海軍司令；退輔會主任委員 |
| 代理   | 2011年5月16日－2011年5月31日 | 吳有明 | 陸軍中將           | 2011年5月16日中將副司令代理                                          |
| 第七任 | 2011年6月1日－2012年12月28日 | 吳有明 | 陸軍中將           | 2011年6月1日真除，末代聯勤司令                                       |

### 中將副（總）司令
| 姓名   | 軍種軍階 | 任期          | 備註                   |
| ------ | -------- | ------------- | ---------------------- |
| 黄维   | 陸軍中將 | 1946.6-1947.9 |                        |
| 陈良   | 陸軍中將 | 1946.6-1948.3 |                        |
| 何世礼 | 陸軍中將 | 1946.6-1949.9 |                        |
| 黄仁霖 | 陸軍中將 | 1948.2-1949.9 |                        |
| 张秉钧 | 陸軍中將 | 1947.4-1949.9 |                        |
| 郗恩绥 | 陸軍中將 | 1948.2-1949.9 |                        |
| 常撫生 | 空軍中將 |               |                        |
| 劉德敏 | 空軍中將 |               |                        |
| 戚榮春 | 空軍中將 |               |                        |
| 袁國徵 | 陸軍中將 |               |                        |
| 雷穎   | 陸軍中將 |               |                        |
| 陶光遠 | 陸軍中將 | 1982-1984     |                        |
| 侯鴻昌 | 空軍中將 |               |                        |
| 謝抗建 | 陸軍中將 |               |                        |
| 羅文山 | 陸軍中將 |               |                        |
| 黃正雲 | 海軍中將 | ?-2005        |                        |
| 高仲源 | 空軍中將 |               |                        |
| 朱善權 | 陸軍中將 |               |                        |
| 吳有明 | 陸軍中將 | ?-2011.05.31  | 2011年6月1日真除為司令 |

### 参谋长
| 姓名   | 軍種軍階 | 任期                      | 備註 |
| ------ | -------- | ------------------------- | ---- |
| 赵桂森 | 陸軍中將 | 1946.6-1948.2             |      |
| 吕文贞 | 陸軍中將 | 1948.2-1949.9             |      |
| 雷穎   | 陸軍中將 |                           |      |
| 席代岳 | 陸軍中將 | 1998.3.24調職             |      |
| 房茂宏 | 陸軍少將 | 2012.2.29－2012.12.28末任 |      |

### 副参谋长
| 姓名   | 軍種軍階 | 任期          | 備註 |
| ------ | -------- | ------------- | ---- |
| 吴光朝 | 陸軍少將 | 1946.6-1949.9 |      |
| 曾庆集 | 陸軍少將 | 1948.2-1949.9 |      |
| 何遺模 | 陸軍少將 |               |      |

## 軍旗

「雙峰駱駝紅底梅花」旗，為聯勤最早使用之軍旗（1952年1月1日啟用）
「三峰駱駝紅底梅花」旗（1956年9月1日啟用）
「三峰駱駝藍底梅花」旗（1958年8月1日啟用）
「三峰駱駝藍底嘉禾」旗（1960年7月1日啟用）
「三峰飛駝藍底嘉禾」旗（1964年3月1日啟用）
「三峰飛駝藍底嘉禾」旗（1973年10月1日啟用）

聯勤軍旗
聯勤軍徽
聯勤司令旗
聯勤單位軍旗

## 裁撤前組織編制

### 司令部（駐中華民國臺灣臺北市南港區）
- 司令（1人，二級上將）
  - 副司令（2人，中將）
  - 參謀長（1人，中將）
  - 政戰主任（1人，中將）
  - 督察長（1人，中將）
  - 副督察長（1人，少將）
  - 副參謀長（2人，少將）
  - 政戰副主任（2人，少將）
  - 署長（7人，少將）
  - 處長（2人，少將）
    - 署長（1人，上校）
    - 處長（5-7人，上校）
    - 副署長（13-17人，上校）
    - 副處長（7-9人，上校）
    - 參謀主任（1人，上校）
    - 組長（70-84人，上校）
    - 副組長（24-30人，上校）
    - 主任（1人，上校）
    - 參謀（493-597人，校官、尉官）（內10-12人，職務得列上校）
    - 副組長（5-7人，中校）
- 本部單位
  - 政治作戰部 主任 一位 少將 副主任 一位 上校
  - 督察室 督察長 一位 少將
  - 人事軍務處 處長 一位 少將
  - 戰訓計畫處 處長 一位 少將
  - 後勤整備處 處長 一位 少將
  - 採購處 處長 一位 少將
  - 主計處 處長 一位 上校
- 直屬單位
  - 聯合後勤支援指揮部（指揮官 一位 少將）
  - 聯勤兵工整備發展中心（主任 一位 少將）
  - 聯勤儲備中心（主任 一位 少將 副主任 一位 上校）
  - 聯勤汽車基地勤務廠（廠長 一位 上校）
  - 聯勤通信電子器材基地勤務廠（廠長 一位 上校）
  - 聯合後勤學校（校長 一位 少將）
  - 勤務營（營長 一位 中校）
- 聯勤各地區後勤支援指揮部
  - 聯勤第一地區支援指揮部（簡稱一支部澎湖）
    - 指揮官 一位 上校 / 副指揮官 一位 上校

  - 聯勤第二地區支援指揮部（簡稱二支部花東）
    - 指揮官 一位 上校 / 副指揮官 一位 上校

  - 聯勤第三地區支援指揮部（簡稱三支部北部）
    - 指揮官 一位 少將 / 副指揮官 一位 上校

  - 聯勤第四地區支援指揮部（簡稱四支部南部）
    - 指揮官 一位 少將 / 副指揮官 一位 上校

  - 聯勤第五地區支援指揮部（簡稱五支部中部）
    - 指揮官 一位 少將 / 副指揮官 一位 上校

  - 聯勤金門地區支援指揮部（簡稱金支部）
    - 指揮官 一位 上校 (民國96年11月指揮官降編上校)/ 副指揮官 一位 上校

  - 聯勤馬祖地區支援指揮部（簡稱馬支部）
    - 指揮官 一位 上校 / 副指揮官 一位 上校
- 各地區支援指揮部下轄
  - 補給、油料（補給油料庫）
  - 保修（聯合保修廠）
  - 運輸（運輸兵群）
  - 衛勤（衛生營）
  - 彈藥（彈藥庫）

## 知名人士
- 楊傳廣：為中華民國獲得第一面奧運獎牌。
- 神奇傑克：臺灣魔術師，以川劇變面結合魔術表演聞名，曾服役於聯勤司令部勤務營，服役期間多次登上司令部中山堂舞台演出。
- 吳中天：臺灣男演員，曾服役於聯勤司令部勤務營。
- 鄭文燦：前任臺灣桃園市市長，民主進步黨籍。

## 逸聞
第十六任海軍總司令苗永慶上將曾批評聯勤制度，認為有權無責，是造成國軍後勤補給不彰的主因，許多零件由義務役的補給士在基層往上申請，等到役期退伍時都還沒下來。
苗永慶：「沒有先例，我們國軍，為了員額縮減，做了十幾年，沒有一次做完，所以目前士氣不高有原因，大家不知道到底裁到何時？一批走了之後又要裁，當時初級、中級幹部，大家心慌慌。這幾十年都在搞員額，始終沒有很明確的目標，做完了又來，海空軍裁完現在又裁聯勤，影響士氣，很多反覆的事情。......國軍不是這樣搞，戰力都消耗了，這幾年編制始終沒有好的定見，大家沒有確定的目標，飛彈部隊變出去、明天又變回來。與聯勤一樣，各軍種的後勤都弄到聯勤。本來軍種後勤在我海軍，十艘船我保持不出來，我要負全責。現在後勤補給弄到聯勤，船修不出來，我要的配件你沒來，聯勤說你要申請等等的程序，他都沒有錯；我海軍戰力都減損了，我沒有負全責，作戰有功，拿不了獎章，也殺不了頭。」
這表示高司單位甚至總統府於檢整或軍事演習時發現裝備狀態不佳，會首先追究檢討該軍種該使用單位的責任，層層處分，而不會去處分聯勤，忽略原因其實是聯勤造成。所以使用單位有責無權，而聯勤是有權無責故有恃無恐，也沒有動機去改善效率，苗永慶傾向各軍種後勤應該由各軍種自行管理自負全責。

## 外部連結
- 國防部聯合後勤司令部